# Агиларес
Агиларес (исп. Aguilares) — город и муниципалитет в центральной части Сальвадора, на территории департамента Сан-Сальвадор.

## Географическое положение
Расположен на севере департамента, в 33 км от столицы страны, города Сан-Сальвадор. Абсолютная высота — 299 метров над уровнем моря. Площадь муниципалитета составляет 33,72 км². В административном отношении муниципалитет подразделяется на 5 кантонов: Флорида, Лас-Тунас, Пиналитос, Пишишапа и Лос-Мангос.

## Население
По данным на 2013 год численность населения составляет 27 859 человек.
Динамика численности населения города по годам:
| 1992   | 2013   |
| ------ | ------ |
| 16 984 | 27 859 |

## Экономика
Основу экономики составляет выращивание сахарного тростника.